# Bratač
Bratač (cyr. Братач) – wieś w Bośni i Hercegowinie, w Republice Serbskiej, w gminie Nevesinje. W 2013 roku liczyła 240 mieszkańców.